# Bir Peri Masalı
Bir Peri Masalı è un serial televisivo drammatico turco composto da 13 puntate, trasmesso su Fox dal 28 settembre al 27 dicembre 2022. È diretto da Merve Çolak e Çağıl Bocut, scritto da Deniz Akçay, Armağan Gülşahin, Murat Emir Eren e Gökhan Atasoy, prodotta da Medyapım ed ha come protagonisti Alina Boz, Taro Emir Tekin, Hazal Filiz Küçükköse e Nazan Kesal.

## Trama
Zeynep è una ragazza povera, che lavora come bambinaia, ma sogna di diventare ricca. Suo padre è gravemente malato, è un vero amante delle corse. Improvvisamente il sogno di Zeynep diventa realtà, quando riceve una grossa somma di denaro per il suo compleanno.

## Episodi
| Stagione       | Episodi | Prima TV Turchia | Prima TV Italia |
| -------------- | ------- | ---------------- | --------------- |
| Prima stagione | 13      | 2022             | inedita         |

### Prima stagione (2022)
| n° | Titolo originale | Prima TV Turchia  |
| -- | ---------------- | ----------------- |
| 1  | 1. Bölüm         | 28 settembre 2022 |
| 2  | 2. Bölüm         | 5 ottobre 2022    |
| 3  | 3. Bölüm         | 12 ottobre 2022   |
| 4  | 4. Bölüm         | 19 ottobre 2022   |
| 5  | 5. Bölüm         | 26 ottobre 2022   |
| 6  | 6. Bölüm         | 2 novembre 2022   |
| 7  | 7. Bölüm         | 9 novembre 2022   |
| 8  | 8. Bölüm         | 16 novembre 2022  |
| 9  | 9. Bölüm         | 23 novembre 2022  |
| 10 | 10. Bölüm        | 30 novembre 2022  |
| 11 | 11. Bölüm        | 7 dicembre 2022   |
| 12 | 12. Bölüm        | 20 dicembre 2022  |
| 13 | 13. Bölüm        | 28 dicembre 2022  |

## Personaggi e interpreti

### Personaggi principali
- Melis "Zeynep" Guven (episodi 1-13), interpretata da Alina Boz.
- Onur Köksal (episodi 1-13), interpretato da Taro Emir Tekin.
- Neslihan Köksal (episodi 1-13), interpretata da Hazal Filiz Küçükköse.
- Harika Köksal (episodi 1-13), interpretata da Nazan Kesal.
- Zafer Köksal (episodi 1-13), interpretato da Mustafa Mert Koç.
- Hamit Köksal (episodi 1-10), interpretato da Müfit Kayacan.
- Figen Kileci (episodi 7-13), interpretata da Deniz Uğur.
- Ümit Köksal (episodi 1-13), interpretata da Tülin Ece.
- Samet Guven (episodi 1-13), interpretato da Kadir Çermik.
- Fuat Gürman (episodi 1-13), interpretato da Ali Aksöz.

### Personaggi secondari
- Alp (episodi 1-13), interpretato da Baran Bölükbaşı.
- Merih (episodi 1-13), interpretato da Okan Urun.
- Filiz (episodi 1-13), interpretata da Canan Atalay.
- Ferdi (episodi 1-13), interpretato da Şener Savaş.
- Sude Naz (episodi 1-13), interpretata da Melike Küçük.
- Bige (episodi 1-7), interpretata da Bilgi Aydoğmuş.
- Argun (episodi 1-8), interpretato da Melih Çardak.
- Dottor Arif (episodi 3, 8, 10), interpretato da Safak Topal.
- Genç Figen Kileci (episodi 8-9), interpretata da Buket Gulbeyaz.
- Orçun (episodi 6-7), interpretato da Mahmut Halimioglu.
- Ela (episodio 1), interpretata da Merve Oflaz.
- Nil (episodio 4), interpretata da Gözde Duru.
- Ekin (episodio 3), interpretato da Ulas Tuzak.
- Yazilimci (episodio 3), interpretato da Volkan Özler.

## Produzione
La serie è diretta da Merve Çolak e Çağıl Bocut, scritta da Deniz Akçay, Armağan Gülşahin, Murat Emir Eren e Gökhan Atasoy e prodotta da Medyapım.

### Riprese
Le riprese della serie sono state effettuate a Istanbul (in particolare nel quartiere di Kanlıca e in vari quartieri) e a Gebze, in provincia di Kocaeli.